# Władysław Buchner

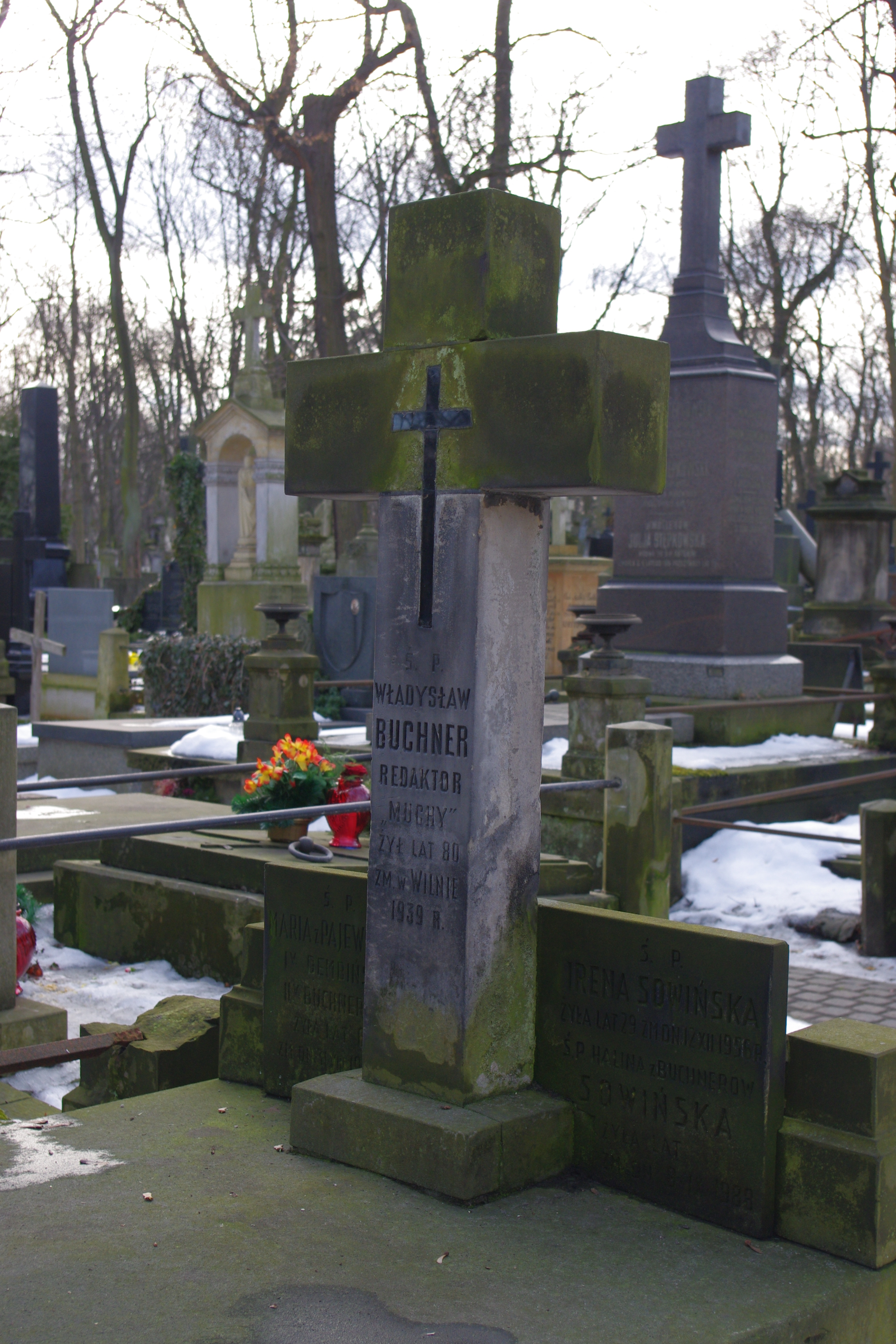
Grób Władysława Buchnera na cmentarzu Powązkowskim

Władysław Buchner (ur. 21 kwietnia 1860 w Birkenhead, zm. we wrześniu 1939 w Wilnie) – polski poeta, dziennikarz i satyryk. 

## Życiorys
Urodził się w Birkenhead (Wielka Brytania). Syn Franciszka Salezego i Felicji z Landów. W młodości przybył do Warszawy.
Od 1883 zamieszczał w „Kolcach” swoje treści humorystyczne. Potem publikował w pismach „Kurier Świąteczny” i „Mucha”. To drugie czasopismo (związane z Narodową Demokracją) nabył w 1888 od F. Fryzego oraz F. Burzyńskiego i od tego roku był jego redaktorem do 1939. 
W 1896 r. w piśmie "Mucha" zamieścił ostrą, kpiącą recenzję słabej powieści Władysława Grajnerta Zbrodniarz, uważanej za jedną z pierwszych, a nawet za pierwszą polską powieść kryminalną. Efektem tego było prawdziwe zabójstwo, gdyż rozzłoszczony recenzją autor przybył do mieszkania Buchnera i zaatakował go, a Buchner sięgnął po rewolwer i postrzelił napastnika w brzuch. Grajnert zmarł w szpitalu. Buchner został uniewinniony przez sąd jako działający w obronie koniecznej.
W 1906 w związku z działalnością w czasopiśmie Mucha Buchner został zmuszony do wyjazdu z Warszawy. Jego współpracownikami byli m.in. Bolesław Prus, Artur Oppman, Wiktor Gomulicki, Wacław Gąsiorowski, oraz Aleksander Gierymski. Zajmował się bieżącą satyrą polityczną, którą jako pierwszy wprowadził do warszawskiej prasy w 1905. Używał pseudonimu „Nerbuch”. W 1908 obchodził 25-lecie pracy humorystycznej i 20-lecie na stanowisku redaktora „Muchy” (obchodzącej w tymże roku 40-lecie istnienia).
Podczas wojny polsko-bolszewickiej w 1920 współpracował w kierowanym przez ppłk. Mariana Dienstla-Dąbrowę Wydziale Propagandy Armii Ochotniczej. 
Jego pierwszą żoną była Aleksandra Jurczyńska, zaś drugą Maria Pajewska. 
Został pochowany na cmentarzu Powązkowskim w Warszawie (kwatera 36, rząd 1, grób 1).

## Najważniejsze dzieła
- Z rozmyślań Polaka (1926)[10]
- Bronek kaleka (1933)
- U pomnika poległych żołnierzy 30-go Pułku Strzelców Kaniowskich w Hostynnem (1933)
- ze zbioru Antologia bajki polskiej
  - Polak i zające
  - Z bajeczek warszawskich
  - Tadeuszek